# Czarnów (Lubusz)
Pour les articles homonymes, voir Czarnów.
Czarnów (prononciation : [ˈt͡ʂarnuf]) est un village polonais de la gmina de Górzyca dans le powiat de Słubice de la voïvodie de Lubusz dans l'ouest de la Pologne.
Il se situe à environ 7 kilomètres à l'est de Górzyca (siège de la gmina), 23 kilomètres au nord-est de Słubice (siège du powiat) et 42 kilomètres au sud-ouest de Gorzów Wielkopolski (capitale de la voïvodie).

## Histoire
Au cours du deuxième partage de la Pologne en 1793, le village est annexé par le Royaume de Prusse sous le nom de Tschernow. Après la réforme administrative du royaume de Prusse en 1815, Tschernow entre dans l'arrondissement de Sternberg-en-Nouvelle-Marche, qui est divisé ensuite, et elle fait partie de l'arrondissement de Sternberg-Ouest qui est lui-même partie du district de Francfort-sur-l'Oder au sein de la province de Brandebourg.
De 1937 à 1945, sous le régime de l'Allemagne nazie, le village s'appelle Schernow.
Après la Seconde Guerre mondiale, avec la mise en œuvre de la ligne Oder-Neisse, le village retourne à la République populaire de Pologne. La population d'origine allemande est expulsée et remplacée par des polonais.
De 1975 à 1998, le village appartenait administrativement à la voïvodie de Gorzów.

Depuis 1999, il appartient administrativement à la voïvodie de Lubusz